# Benvenuto Cellini
Benvenuto Cellini (n. 1 noiembrie 1500, Florența, Republica Florentină – d. 13 februarie 1571, Florența, Marele Ducat de Toscana) a fost un giuvaiergiu, sculptor și un renumit reprezentant al manierismului italian.
În secolul al XIX-lea, după o perioadă de câteva sute de ani de uitare a operelor lui, Cellini este din nou descoperit, fiind azi considerat după perioada antică unul dintre cei mai mari sculptori, fiind un „uomo universale“ tipic al renașterii italiene.
Benvenuto Cellini a influențat perioada renașterii ca manierist, sculptor, bijutier, scriitor și compozitor.